# Junge Industrie
Die Junge Industrie ist ein Netzwerk österreichischer junger Unternehmer und Führungskräfte.

## Geschichte
Gegründet wurde sie als „Jugendsektion“ der Industriellenvereinigung im Jahr 1947. Gründungsmitglieder waren u. a. Marius Mautner Markhof und Robert von Schoeller, die aus österreichischen Industriellenfamilien stammten.
Die Junge Industrie hat sich im Laufe der Jahrzehnte zu einer politisch engagierten Gruppe junger Unternehmer und Führungskräfte entwickelt.

## Organisation
Die Junge Industrie besteht aus acht Landesgruppen mit ca. 1000 Mitgliedern im Alter von 18 bis 40 Jahren. Im Bundesvorstand sind die Vorsitzenden der acht Landesverbände vertreten. Bundesvorsitzender ist seit 2020 Matthias Unger, zuvor waren dies von 2017 bis 2020 Andreas Wimmer, von 2009 bis 2017 über zwei Wahlperioden Therese Niss. Von 2002 bis 2009 hatte Martin Ohneberg das Amt inne.

## Aufgaben und Ziele
Die Junge Industrie bildet ein Netzwerk, das sich zu aktuellen und zukünftigen industrie- sowie gesellschaftspolitischen Themen positioniert. Sie kooperiert mit der Industriellenvereinigung und anderen Jugendorganisationen. Sie will das Potenzial ihrer Mitglieder nutzen, um wirtschafts- und gesellschaftspolitische Themen im Sinne eines „modernen Wirtschaftsstandortes Österreich“ mitzugestalten.
Sie bietet regelmäßige Veranstaltungen an, in denen z. B. Firmen besichtigt werden, Vorträge stattfinden und Studienreisen organisiert werden.
2011 ließ Gruppe unter dem Decknamen „The BirdBase“ 1000 absichtlich fehlerhafte Exemplare von Kafkas „Schloss“ drucken, um damit das Bildungssystem zu kritisieren. Im selben Jahr folgte eine bewusste Falschmeldung der Gruppe über eine angeblich neugegründete Sex-Schule in Wien, womit eine Diskussion über die Alterssicherung angeregt werden sollte.